# 大奥地利合众国

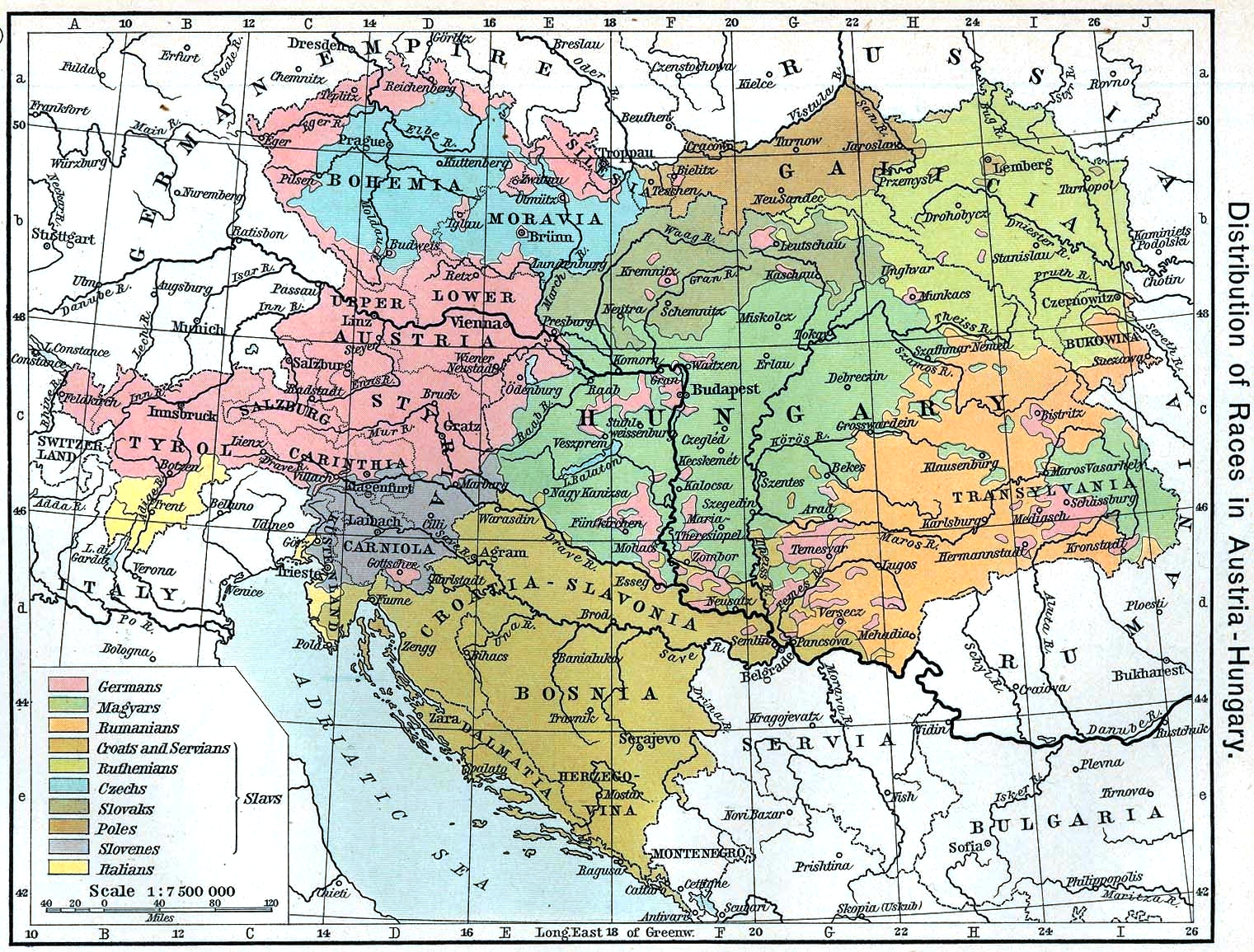
奧匈帝國主要的民族分布圖，由威廉·謝潑德（William Robert Shepherd）於1911年繪製

大奥地利合众国（德語：Vereinigte Staaten von Groß-Österreich）是由奥地利的弗朗茨·斐迪南大公身边一些学者构思，但从未实践过的设想。奥雷尔·波波维奇于1906年提出这一详细建议，其目的在於將奧匈帝國聯邦化並解決其境內嚴重的民族問題。

## 民族衝突
二十世纪即将开始之时，奥匈帝国这个双重君主国需要面对的最大问题是它包括11个完全不同的民族，其中只有奧地利人和匈牙利人两个民族（二者共占总人口44%）拥有权力；其他八个民族（捷克人、波兰人、卢森尼亚人、罗马尼亚人、斯洛伐克人、塞尔维亚人、斯洛文尼亚人和意大利人）几乎没有任何权力，只有克羅埃西亞-斯拉沃尼亞王國的部分克罗地亚人和塞尔维亚人拥有有限的自治权。1867年创立的二元君主制把分裂前的奥地利帝国分为两个分别由日耳曼人和匈牙利人统治的君主国。然而，频繁的示威、反抗和恐怖活动之后，很明显，由两个民族统治其余九个民族显然不能in perpetuam（永远持续下去）。
弗朗茨·斐迪南计划迅速改画奥匈帝国版图，在更名后的大奥地利合众国之下建立一批以民族和语言为主的的半自治“州”。这一计划突出了语言文化区分，纠正了权力不均的现象，但是将导致匈牙利领土损失，因此将要应对这个双重君主国中匈牙利方面的强烈反对，最直接的原因在於這項改革將使匈牙利喪失其獨立的領土。
然而，斐迪南大公于1914年在萨拉热窝被暗杀，成为一战导火索；战后奥匈帝国被肢解，建立起一批新民族国家，广阔的奥匈帝国领土也被战胜的协约国割让给已有的邻国，然而許多新國家的邊界在一戰後猝然劃定，而其劃分依據便從大奧地利合眾國構想的疆界。

## 奥雷尔·波波维奇设想的各州

设想的大奥地利合众国和奥匈帝国主要民族地图

设想来自匈牙利革命者科苏特·拉约什，他建议将哈布斯堡帝国变成所谓“多瑙河联邦”（Danubian State），即有众多自治区的联邦国家。以下地区设想改革后成为联邦各州，各地区主要民族也如下所列：

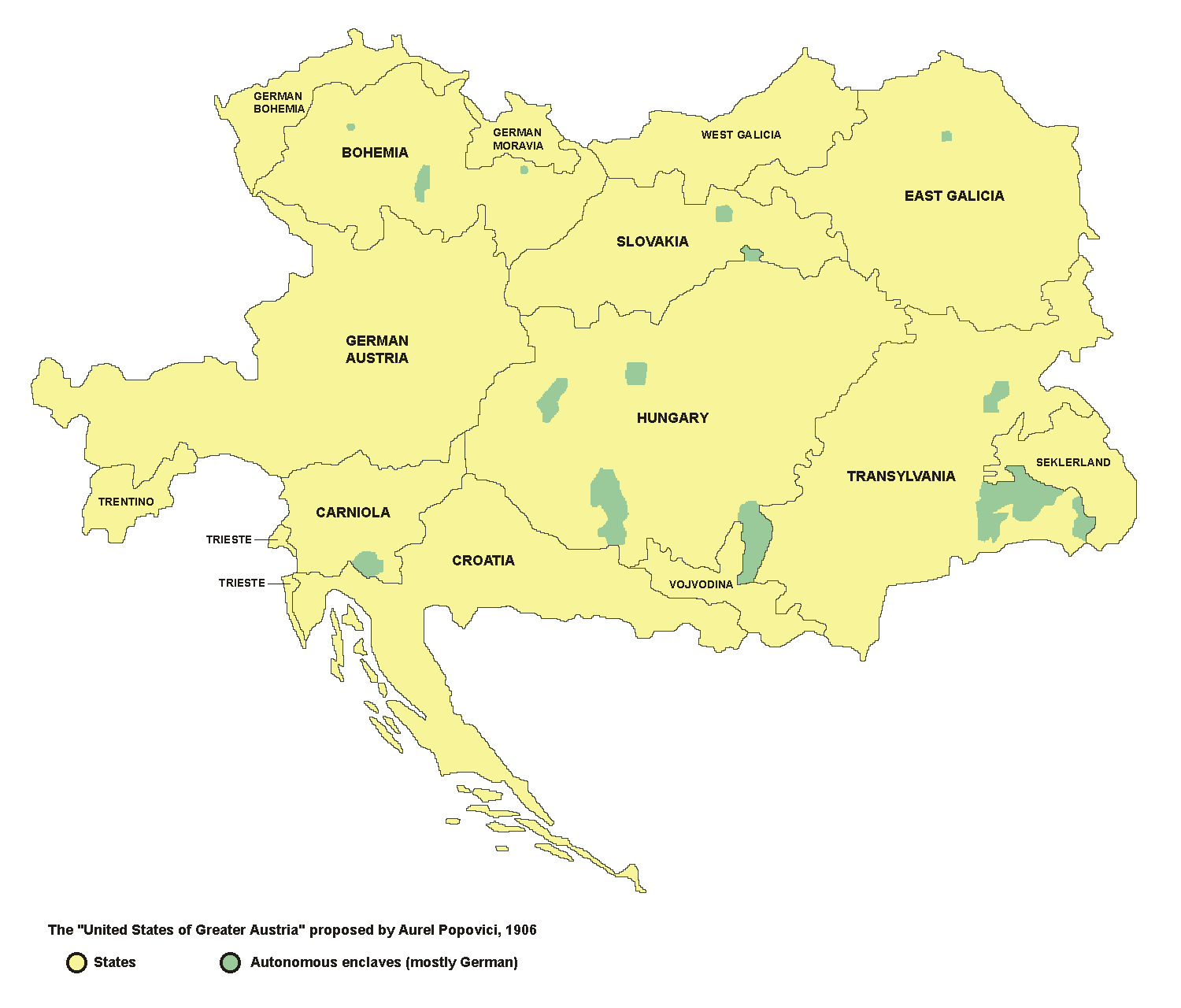
波波维奇于1906设想的大奥地利合众国地图

- 德意志—奥地利（日耳曼—奥地利，今奥地利和意大利博尔扎诺，德意志人）
- 德意志—波西米亚（日耳曼—波西米亚，今捷克西北部，德意志人）
- 德意志—摩拉维亚（日耳曼—摩拉维亚，今捷克东北部，德意志人）
- 波西米亚（波西米亚，今捷克南部和中部，捷克人）
- 斯洛伐克（斯洛伐克，斯洛伐克人）
- 西加利西亚（西加里西亚，今波兰一部分，波兰人）
- 东加利西亚（东加里西亚，今乌克兰和波兰一部分，卢森尼亚人）
- 匈牙利（匈牙利，今匈牙利、南部斯洛伐克、北部伏伊伏丁那，匈牙利人）
- 塞凱伊地（塞凯伊地，今罗马尼亚一部分，与匈牙利人有关的民族）
- 特兰西瓦尼亚（特兰西瓦尼亚和布科维纳，今罗马尼亚和乌克兰一部分，罗马尼亚人）
- 特伦托（特伦托，今意大利一部分，意大利人）
- 的里雅斯特（的里雅斯特和戈里齐亚，今意大利克罗地亚和斯洛文尼亚各一部分、西部伊斯特里亚，意大利人）
- 克雷恩（卡尼奧拉，今斯洛文尼亚和南部卡尼奧拉，斯洛文尼亚人）
- 克罗地亚（克罗地亚，今塞尔维亚斯雷姆地区和黑山科托尔湾地区，克罗地亚人和塞尔维亚人）
- 伏伊伏丁那（伏伊伏丁那，今塞尔维亚一部分，塞尔维亚人）

另外，东特兰西瓦尼亚、部分匈牙利、南斯拉夫和大城市（如：布拉格、布達佩斯、利沃夫和其他城市）说德语的人群，以及其他地區将享有有限的自治。